# Ferdinand Küchler
Ferdinand Küchler (14 juillet 1867 à Gießen – 24 octobre 1937 à Leipzig) est un violoniste allemand, surtout connu pour avoir composé des concertos pédagogiques pour violon.

## Œuvres
Ses œuvres les plus connues sont le concerto pour violon et piano op.11, le concerto pour violon et orchestre dans le style de Vivaldi op.15 et le concerto en ré majeur pour violon et piano op.12.